# Propad Španije v 17. stoletju
17.stoletje je obdobje, ki je v zgodovini španske monarhije zaznamovano z gospodarsko in socialno krizo, propadom ter izgubo nadvlade, vendar je vse našteto značilno za celoten mediteranski prostor. Kljub težkemu položaju, v katerem je bila Španija, je za to obdobje značilno tudi prilagajanje, vztrajnost in okrevanje monarhije. 

## »Mali Habsburžani«(1598—1700)
17. stoletje se identificira z zadnjimi tremi predstavniki španske monarhije: Filipom III., Filipom IV.  in Karlom II. V Španiji se je usidral nov koncept, ki je združeval Evropo in evropsko civilizacijo. Ta je temeljila na sekularizaciji in ponovni ideološki uredbi. Uredba  je bazirala na vrednotah, ki se oddaljujejo od verskih: vera v razum, znanost, tehnologijo, ideje strpnosti, materialni in moralni napredek. A treba je poudariti, da Španija ni bila naklonjena tem vrednotam .

## Dekadenca Španije ali kolaps Kastilije?
Primer Španije je le vidik splošne krize, ki je prizadela vso Evropo v drugi polovici 17. stoletja. Prizadeta območja so se nahajala na osrednjem delu španskega polotoka, med Burgosom in Toledom, predvsem prizadeta je bila Kastilija, ki je vedno bila najbolj obremenjena s težo imperialne politike. Periferija ni doživljala zatona, celo nasprotno, doživljala je razcvet. Kriza je najprej prizadela ekonomijo in valuto zaradi manipulacij španske vlade, kar je povzročilo inflacijo, s katastrofalnimi posledicami za ekonomijo. Kastilija je bila poplavljena z denarjem, ki ni imel vrednosti. 

## Pomembnost in vloga ministrov
Smrt Filipa II. je prinesla precejšno zmanjšanje pomembnosti osebne vloge monarha. V tem času je velik delež kraljeve moči bil v rokah ministrov. Filip III. je za to zaupal vojvodi Lerma, vendar je kralj leta 1618 izgubil zaupanje vanj, ga odstavil in na njegovo mesto postavil svojega sina, vojvodo Uceda. Leta 1621 je Filip III. preminil. Nasledil ga je Filip IV, ki je za svojega vojvodo postavil Gasparja de Guzmánom, znanega kot knez-vojvoda Olivares. Cilji Olivaresove politike so bili trije: obnoviti ugled kralja Španije, združiti njegov teritorij in sanirati ekonomijo Kastilije, pri čemer je naletel na nasprotovanje plemstva. Da bi ohranil ugled Španije in njeno nadvlado v Evropi, se je ponovno spustil v vojno z Nizozemsko, kar je povzročilo oborožen upor Kataloncev in Portugalcev.

## Kriza leta 1640: katalonska revolucija, portugalska osamosvojitev in andaluzijski separatizem
Od leta 1620 je Španija aktivno posegala v evropske zadeve zaradi tridesetletne vojne v Srednji Evropi. Z bitko v Flandriji je vnovič vstopila v vojno z Nizozemsko, katere province so bile zaradi smrti Isabel Clare Eugenie (1633) ponovno priključene h katoliški monarhiji. Filip IV. Španski je tako leta 1643 imenoval svojega brata kardinala don Fernanda za guvernerja Nizozemske. Francija se je zaradi španskih vojnih pohodov počutila ogroženo, saj je bila obkoljena z Avstrijci, ki so imeli v lasti okoliško zemljo. Zaradi tega je Richelieu, prvi francoski vojvoda, leta 1635, Španiji uradno napovedal vojno. Izmed treh kron španske monarhije; Aragonije, Portugalske in Kastilije, je slednja bila zaradi skoraj neprekinjenih vojn, ki so se vrstile v 17. stoletju, najbolj prizadeta. Po drugi strani sta preostali dve kroni ohranili svojo notranjo avtonomijo. Zaradi tega je Olivares hotel razdeliti težo imperialne politike in izenačiti davčni pritisk, ki ga je trpela Kastilija, s preostalim teritorijem. Da bi uresničil svoje načrte si je zamislil ustanovitev skupne vojske, ki bi jo vzdrževala vsaka provinca, v sorazmerju z njenim številom prebivalstva in bogastvom province. Olivares je pri tem moral zmanjšati avtonomijo provinc, zato je hotel na celotnem polotoku vsiliti kastiljske zakone. »La Unión de Armas« je bil uradno predlagan na združenju španskega parlamenta leta 1626. Ko je kralj sklical predstavnike parlamenta v Kataloniji, je naletel na veliko neodobravanje poslancev. Naveličan vseh zapletov, je odšel iz Barcelone, brez da bi zaključil sejo.
Leta 1636 je Francija napovedala vojno Španiji. Kralj je zato hotel zbrati vso vojsko v Kataloniji, da bi sovražnike napadel od tam. Toda Katalonci niso hoteli služiti kralju izven meja njihove zemlje, zaradi česar niso sodelovali v skupnem boju proti Francozom, ki so napadali Fuenterrabío. Poleg tega je prisotnost vojske v Kataloniji povzročila vrsto kmečkih protestov s svetom provinc na čelu, ki so pripeljali do vsesplošnega upora proti Olivaresu in Kastiljcem. 7. julija 1640 so uporniki umorili samega podkralja Santa Coloma in si tako prilastili Barcelono. Ker je Olivares izgubil njihovo zaupanje, so poiskali pomoč pri Francozih, vendar je nov gospodar ravnal z njimi  tako slabo kot prejšnji. Barcelona se je tako leta 1652 bila primorana predati kralju Filipu IV., ki je barcelonske upornike oprostil. Mirovna pogodba s Francijo je bila podpisana leta 1659. Poleg Kataloncev je tudi Portugalska zavračala združitev s Kastilijo, zato je prišlo do oborožene vstaje, ki ji je leta 1640 sledila razglasitev vojvode Bragança kot kralja Portugalske, z imenom Juan IV. Ko je kralj Filip IV. preminil leta 1668, je španski parlament uradno priznal portugalsko neodvisnost. Katalonski in portugalski odcepitvi so se med letoma 1647 in 1652 pridružili še nemiri ter ljudske vstaje v Andaluziji zaradi visokih davkov, inflacije in prisotnosti vojske. Katalonska in portugalska vstaja sta močno prizadeli Olivaresa, ki se je umaknil na svojo posest leta 1643. Nasledil ga je njegov nečak don Luis de Haro.

## Propad dinastije
Filip IV. se kljub vsemu ni vdal in je nadaljeval s pogubno vojno. Odločil se je za ofenzivo na severu Francije, v Flandriji.  Bitka pri Rocroiju leta 1643 je prinesla katastrofo za Španijo, ki je izgubila ugled vojaške hegemonije. Enak izid je prinesla bitka pri Lensu štiri leta kasneje. Leta 1645 je Španija podpisala mirovni sporazum s Holandijo v Vestfaliji (Vestfalski mir). Protestanti so pridobili popolno nadvlado in rodila se je moderna Evropa. Doseg ideal Karla V., združeno krščanstvo, je bil onemogočen. Filip IV. se še vedno ni vdal v boju proti Franciji, dokler ni utrpel hudega poraza v bitki pri Dunasu, po kateri je leta 1659 podpisal Pirenejski mir. 
Filip IV., ki je ovdovel leta 1649, se je poročil s svojo sestrično Mariano Avstrijsko, s katero je imel dva sinova: Filipa, ki je umrl s štirimi leti in dona Karla. Po kraljevi smrti je kraljestvo pristalo v rokah kraljice. Ta je za svojega svetovalca izbrala spovednika Juana Everarda Nitharda, ki ga je imenovala za prvega ministra, vendar je tega zaradi protesta Juana Joseja de Austria, nezakonskega sina Filipa IV., leta 1669 morala izgnati. To je bila prva vstaja v moderni zgodovini Španije. Juan José de Austria je bil na oblasti do svoje smrti, ki je prišla leta 1679. Zadnja leta njegove vladavine in zadnja leta 17. stoletja so bila zaznamovana s špansko nasledstveno vojno. Smrt Karla II., leta 1700, brez nasledstva, je sprožila mednaroden konflikt. Ta je pomenil izginotje španskih Habsburžanov in prihod Burbonov na oblast, z vnukom Ludvika XIV. Francoskega, Filipom V na čelu.